# Auguszt Cukrászda
Az Auguszt Cukrászda egyike Budapest híres, patinás cukrászdáinak, amely ma négy helyen is üzemel: Buda központjában, a Fény utcai piac mellett található az egyik, immár több mint fél évszázada. A belvárosban, az Astoria (csomópont) közelében – egy műemlékház udvarán – is van egy szaloncukrászda. A farkasréti temető mellett van a harmadik, egy ősgesztenyefákkal körülvett helyen, nagy kerthelyiséggel. Antik belső berendezése van, ahol klasszikus zene szól. A negyedik a Nemzeti Múzeum mögött van.

## Története
Az Auguszt cukrászda története 1870-ben kezdődött, amikor Auguszt Elek „czukrászati” engedélyt kért Budán, és megnyitotta kis tabáni boltját. Fia, Auguszt E. József (1875–1948) 1892-ben vizsgázott a szakmából a Gizella téri Vikus Cukrászdában. Az 1896-os millenniumi ünnepségeken aranyérmet nyert egy cukorból készült szoborkompozícióval. 1905-ben átvette az üzlet irányítását. 1910-ben bérbe vette a Budai Polgári Kaszinót. A család 1916-ban új üzletet nyitott a Krisztina körúton. 1942-ig Auguszt E. József és felesége fényűzően berendezett cukrászdát vezetett, amit a budai Gerbeaud-ként emlegettek. 1922-ben megvásárolták a későbbi Auguszt-pavilont (Hidegkúti út). 1932-től Auguszt Elemér Lisszabonban, majd Londonban tanulta a szakmát. 1945-ben egy bombatalálat tönkretette a Krisztina körúti házat. 1947-ben a cukrászda újra megnyílt. 1948-ban Auguszt Elemér vette át az üzlet irányítását. 1951-ben államosították, és a családot kitelepítették Budapestről.
1957-ben a piaccal szemben megnyitották a Fény utcai üzletet. 1988-ban Auguszt József vette át a cukrászda irányítását. 1999-ben Auguszt Olga a Belvárosban megnyitotta a második cukrászdát. 2001-ben nyílt meg az Auguszt Pavilon a Farkasréti téren. 2011 ben az Auguszt család elnyerte a Magyar Örökség díjat.